# Cangaço

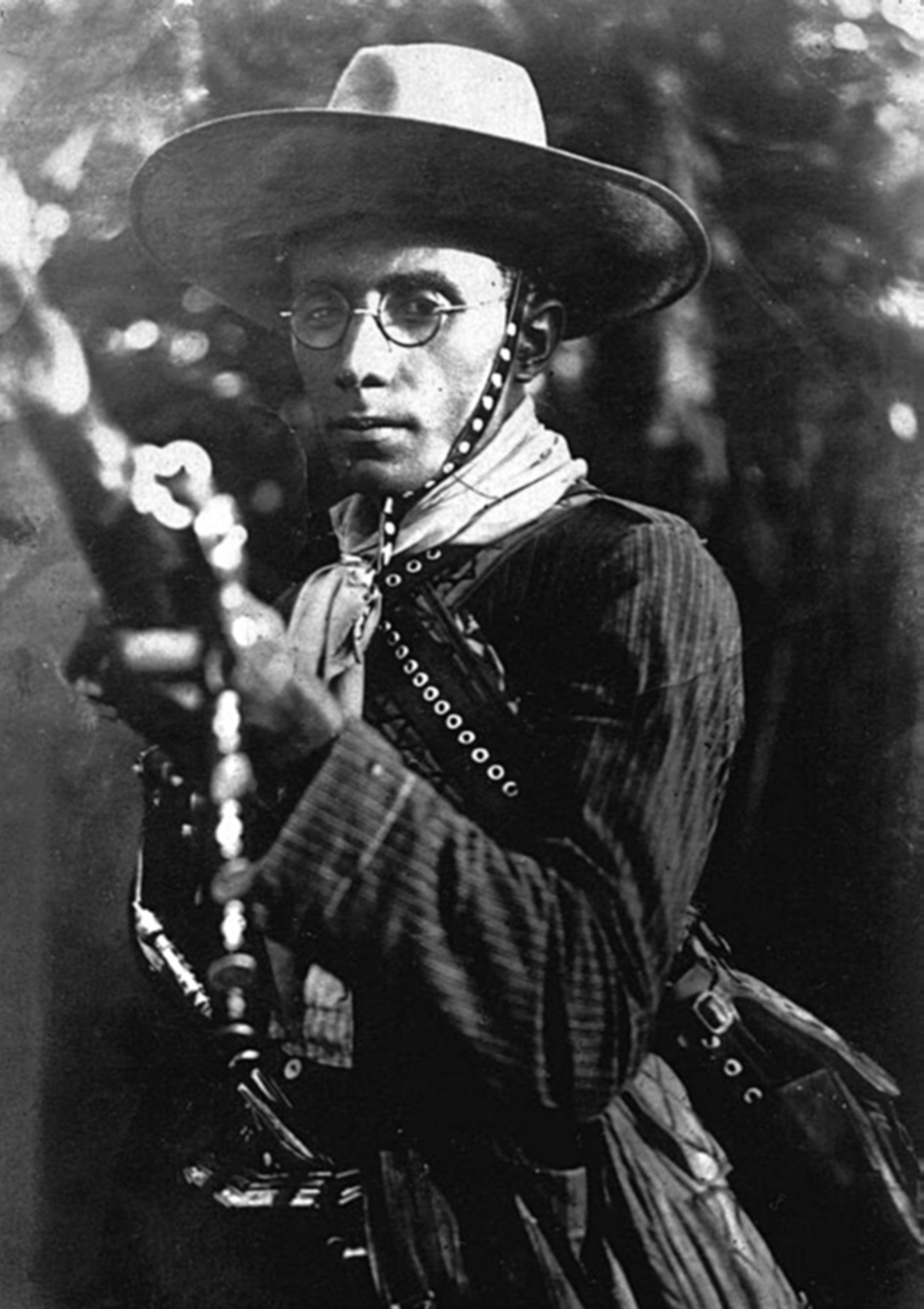
Virgulino Ferreira da Silva, conegut com a "Lampião"

El Cangaço (pronunciació portuguesa: [kɐ̃'ɡasu]) va ser un fenomen de banditisme propi del nord-est del Brasil al canvi del segle xix al XX. Aquesta regió brasilera és coneguda per la seva aridesa i pel dur estil de vida dels seus habitants. En una forma de "bandolerisme social" contra les autoritats i els seus representants locals, molts d'homes i dones van decidir convertir-se en bandits nòmades, recorrent el sertão buscant diners, menjar i venjança.

## Origen de la paraula
El 1834, el terme cangaceiro ja s'utilitzava per referir-se a bandes de camperols pobres que habitaven les terres àrides del nord-est, amb roba de cuir i barrets, amb carabines, revòlvers, escopetes i el llarg i estret ganivet conegut com la peixeira [pt]. "Cangaceiro" era una expressió pejorativa, és a dir, una persona que no es podia adaptar al mode de vida costaner.
En aquella època, a la regió, hi havia dos grups principals de proscrits armats lliurement organitzats: els jagunços, mercenaris que treballaven pels qui pagaven el seu sou, generalment els propietaris de terres que volien protegir o ampliar els seus límits territorials i també tractar amb els treballadors agrícoles; i els cangaceiros, més acostats al model dels "bandolers socials", que van tenir algun nivell de suport de la població més pobre: els bandits van mantenir alguns comportaments benèfics, com és ara actes de caritat, compra de béns a preus més alts i organització de festes ("bailes"), i La població va proporcionar refugi i informació que els va ajudar a escapar de les forces policials, conegudes com a volantes, enviades pel govern per detenir-los. Els habitants més pobres de les terres del nord-est del Brasil sovint eren maltractats per la policia paramilitar i ara i adés preferien la presència de colles de cangaçeiros en els seus assentaments.

## Lampião

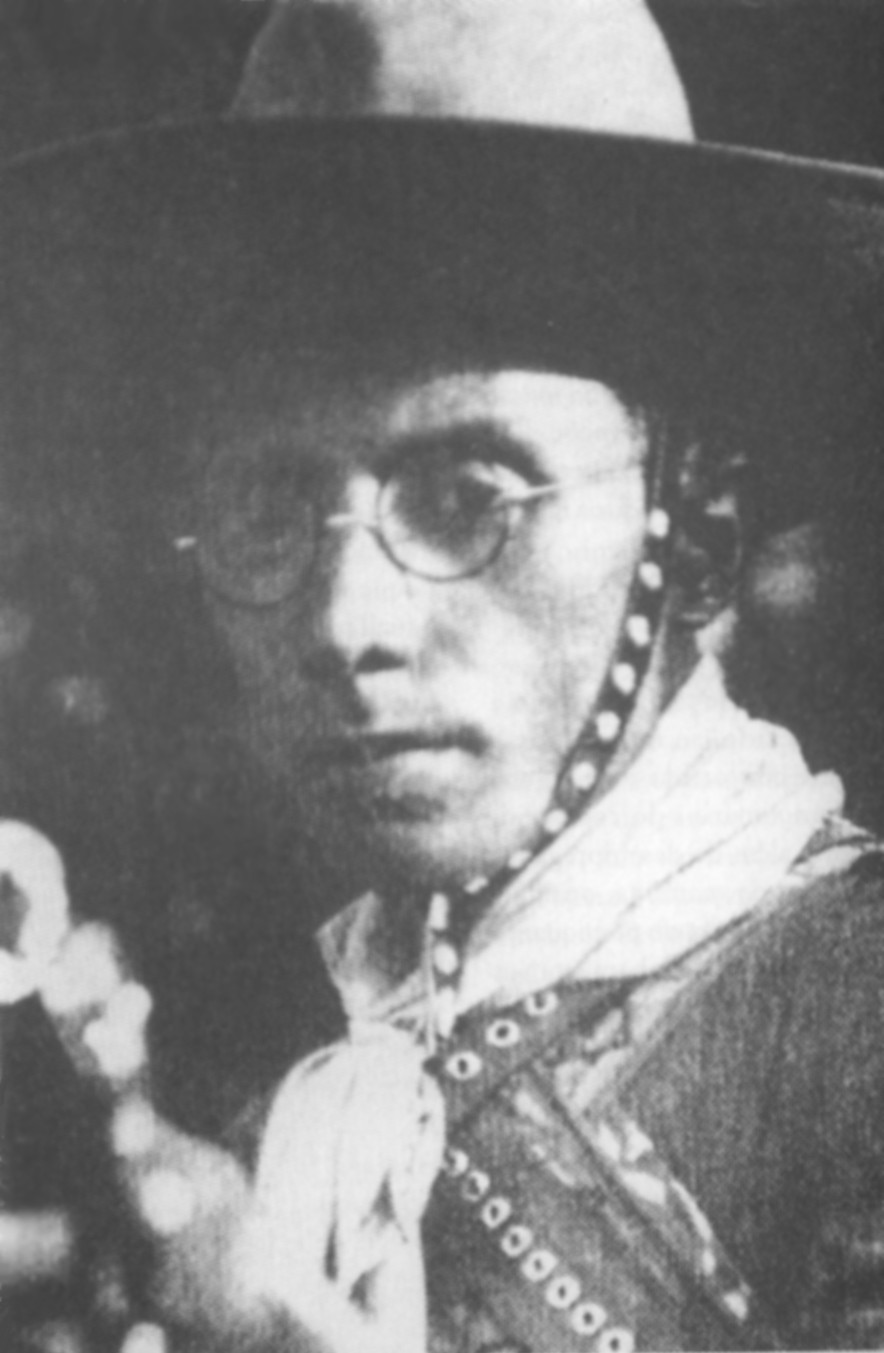
Lampião, el bandit més més famós del Cangaço
Foto de Benjamin Abrahão Botto.

El cangaceiro més famós de tots, el que sovint s'associa amb tota la història del cangaço, va ser un home anomenat Virgulino Ferreira da Silva, també conegut com a "Lampião" ("Lampara", perquè, segons als seus companys, podia disparar tan ràpid que podia il·luminar el lloc on era). Va començar la seva vida de cangaceiro quan era només un nin, entre les bregues de vendetta de les famílies Pereira i Nogueira-Carvalho. Quan els seus pares van ser assassinats per aquestes disputes, alguns dels seus germans van fugir, però Antônio, Livino i Ezequiel van seguir a Virgulino al cangaço.

## Coiteiros
Els coiteiros eren persones que van ajudar els cangaceiros, que els donaven refugi i menjar. Ho van fer per diverses raons: podien ser familiars d'un cangaceiro, amics, exveïns, o simplement tenir algun interès en el seu poder, o els tenien por.

## Final del cangaço
El cangaço, com a forma de bandolerisme, va ser un dels darrers moviments armats d'origen popular al Brasil. Va tenir molta força durant un llarg període al nord-est brasiler. Virgulino Ferreira, conegut com a Lampião, va ser un dels líders més importants de la història dels moviments armats independents al Brasil.
L'extinció del fenomen va ser conseqüència sobretot del canvi de condicions socials al país, de les perspectives d'una vida millor oberta a les masses del nord-est amb la migració cap al sud i d'una major capacitat de comunicació, entre d'altres factors.